# سينت ميخيليسخيستل
سينت ميخيليسخيستل Sint-Michielsgestel  بلدية وبلدة بمقاطعة شمال برابنت، جنوبي هولندا.

## طوبوغرافيا
خريطة طوبوغرافية هولندية لبلدية روكفن، يونيو 2015، (تقرأ بعد ثلاث نقرات على الخريطة).

## معرض صور

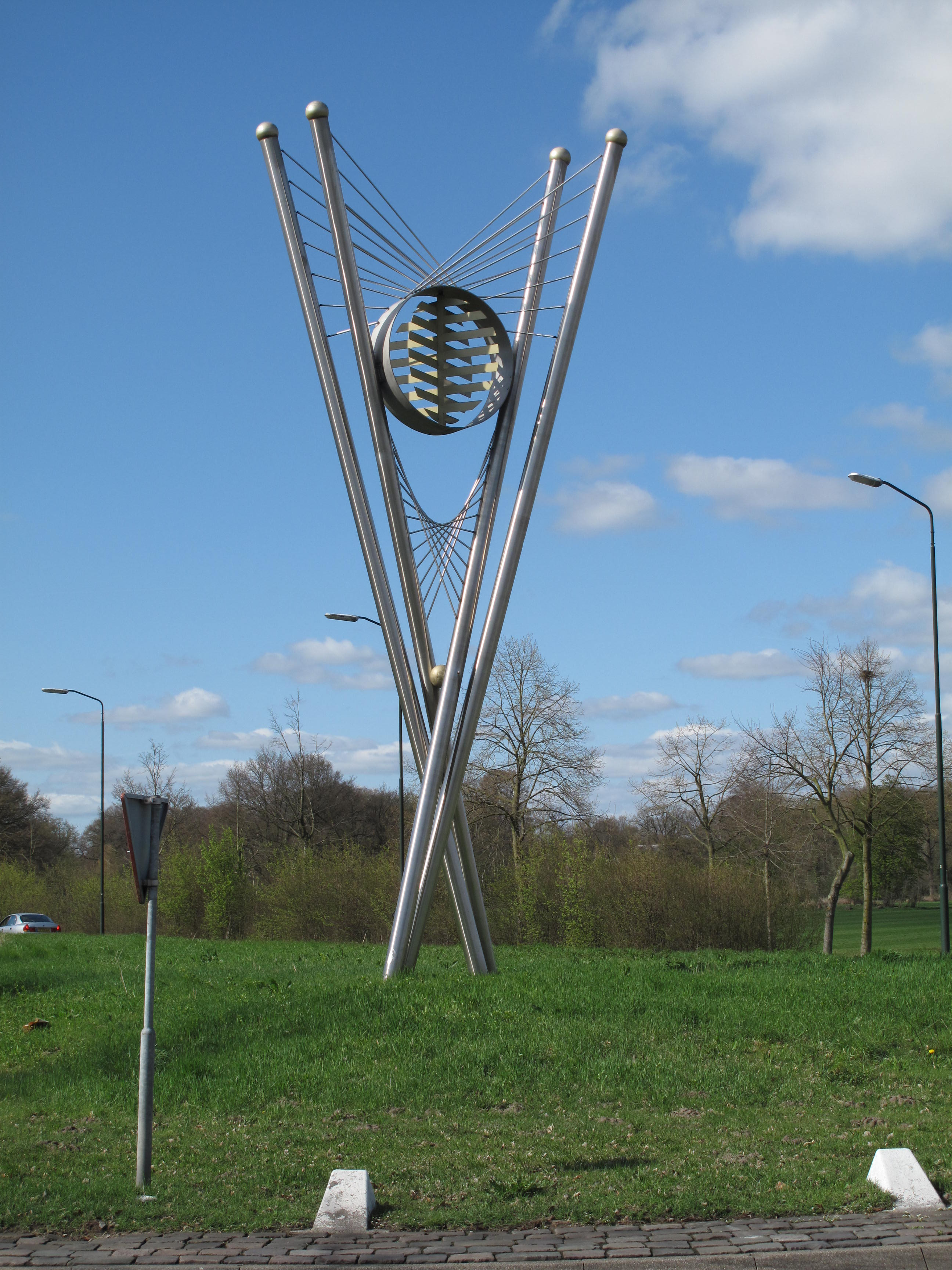
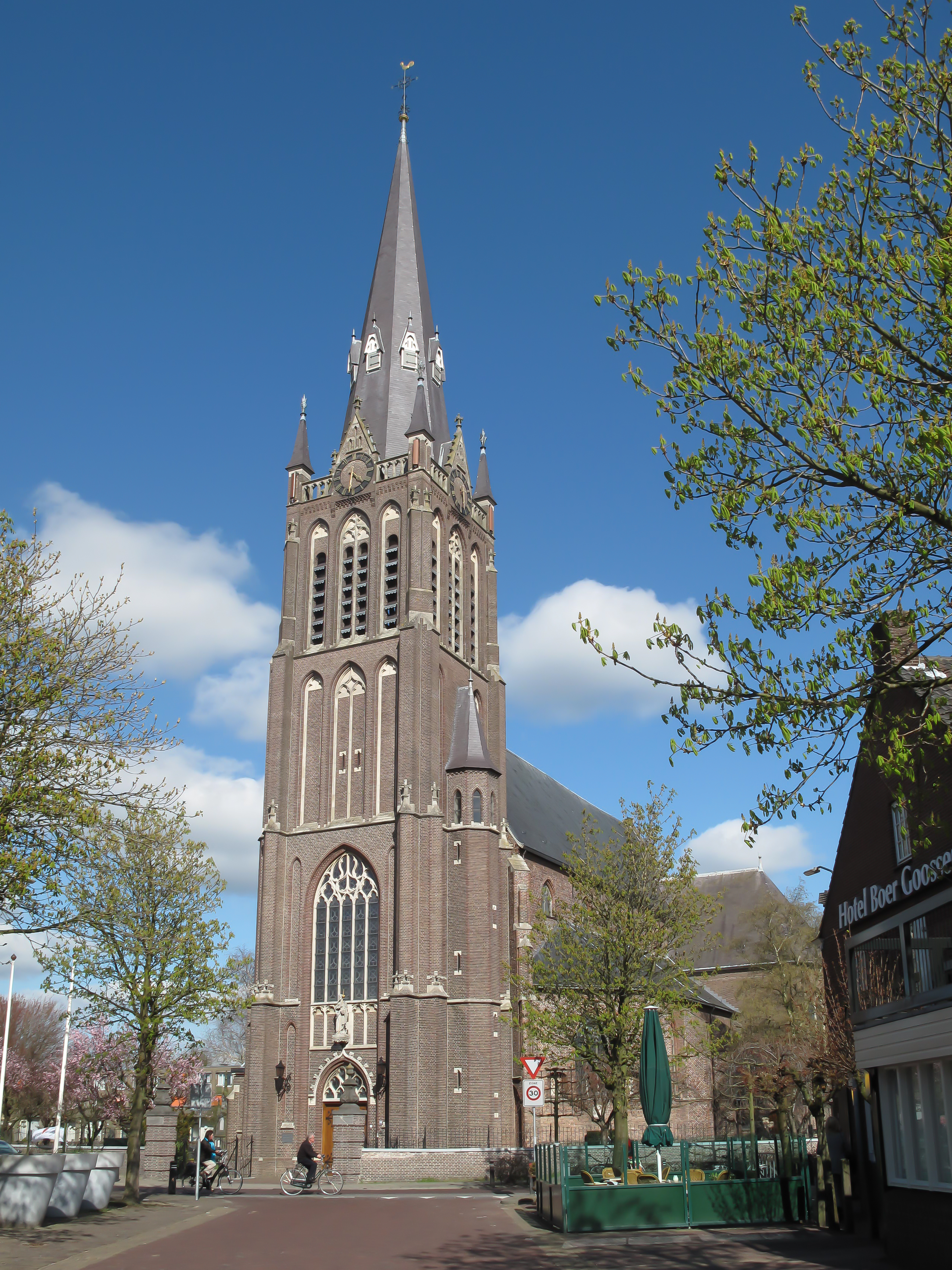
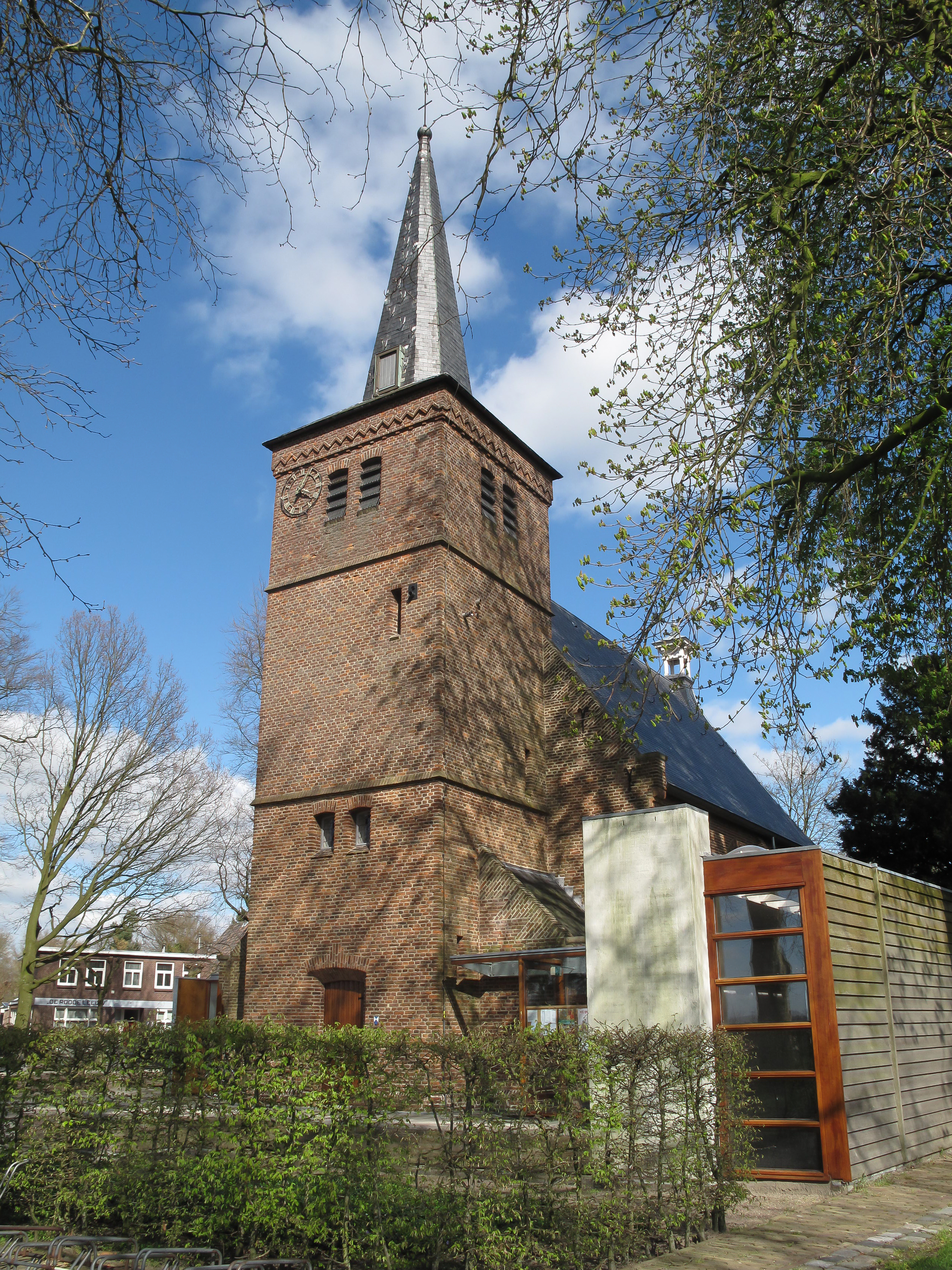
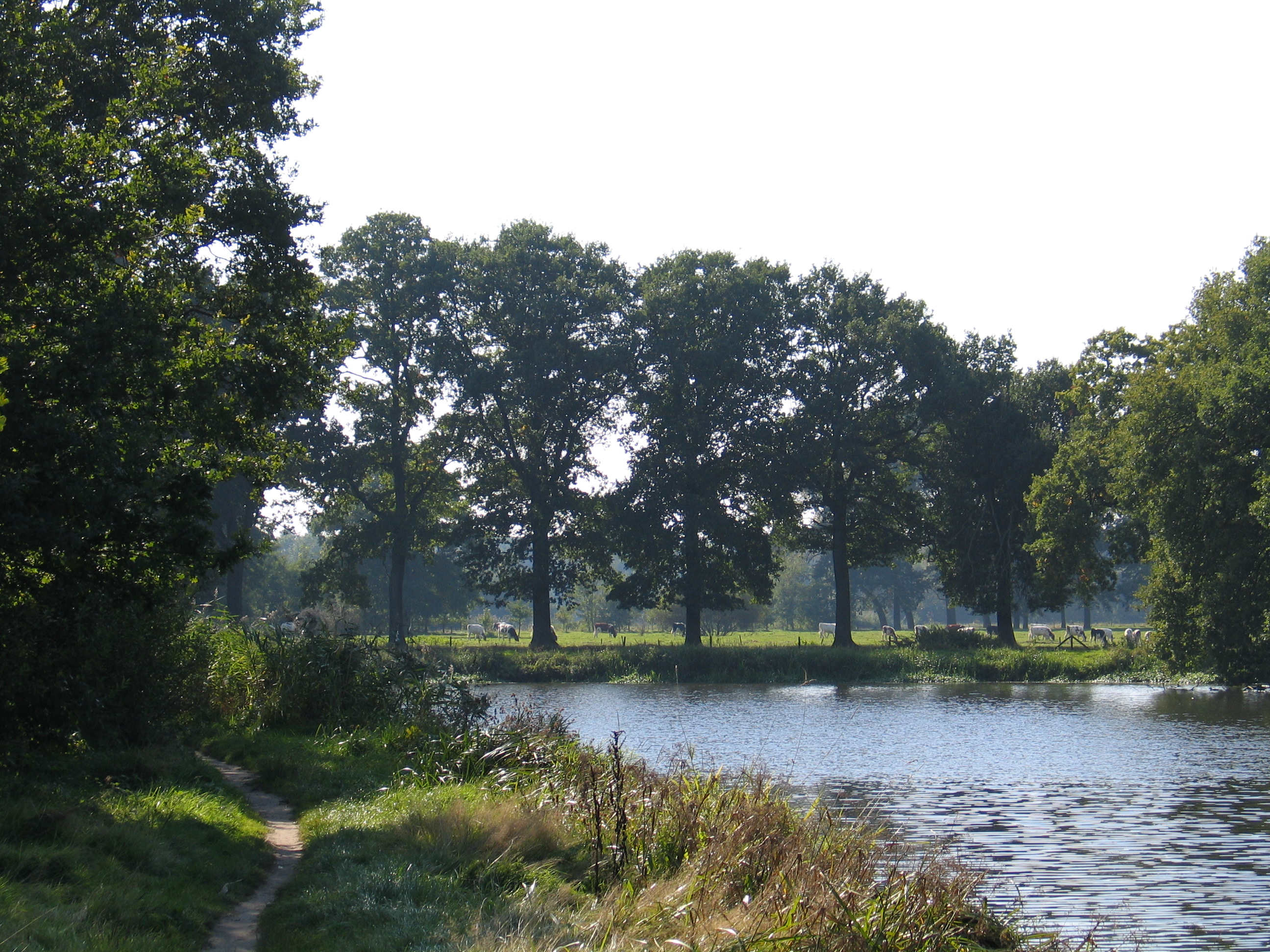
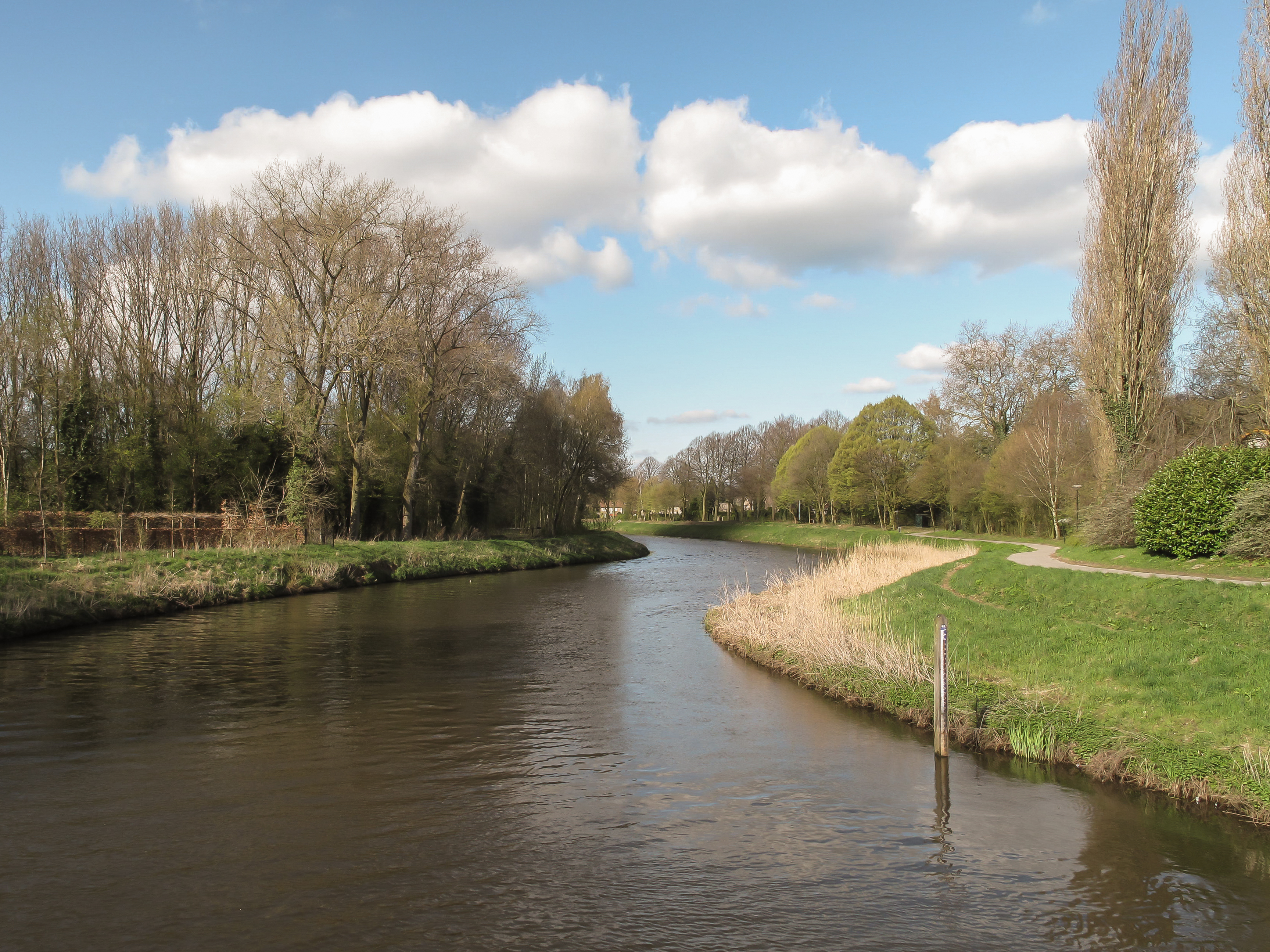

## أعلام
- توم فان ويرت
- كيس أكيربوم جونيور
- يان رويلوفس